# Companhia do Pagode
Companhia do Pagode est un groupe brésilien de pagode baiano, originaire de Salvador, Bahia. Il se rend célèbre grâce au morceau Na Boquinha da Garrafa.

## Histoire
En 1994, Diumbanda quitte Gera Samba et forme Companhia do Pagode avec les danseurs Sara Verônica et Tom, en se concentrant également sur le pagode baiano. En 1995, le groupe atteint son apogée et une grande popularité au Brésil avec le morceau Na Boquinha da Garrafa. Diumbanda, ancien policier militaire à Bahia pendant 13 ans, quitte son emploi pour se consacrer aux nombreux concerts que le groupe donne à l'époque. En 1997, Diumbanda quitte le chant et prend la place de Negão Jamaica, le frère de Beto Jamaica, et la danseuse Paula Lacerda remplace Sara. En 1998, Tom est remplacé par deux finalistes du concours A Nova Loira do Tchan : Leila Farias et Daniela Freitas.
En 2000, Negão Jamaica quitte le chant et prend la place de Cláudia Leitte, qui ne reste qu'un an avant de partir former Babado Novo. Companhia do Pagode prend alors officiellement fin. Entre 2011 et 2012, Diumbanda forme un groupe similaire appelé Bokinha da Garrafa. 
En 2022, Diumbanda reprend Companhia do Pagode. Le premier titre sorti est Empina o Bumbum. En 2023, ils sortent l'album Na Boquinha da Garrafa Versão GW sur le label ara de Urso Produções Artísticas.

## Discographie
- 1995 : Na Boquinha da Garrafa (PolyGram)
- 1996 : Na Dança do Striptease (PolyGram)
- 1997 : Ao Vivo – Companhia do Pagode
- 1998 : Nhec, Nhec, Roinc, Roinc
- 1999 : Psiu-Psiu
- 2000 : Dança do Canguru
- 2023 : Na Boquinha da Garrafa Versão GW (Cara de Urso Produções Artísticas)